# David Colon
Pour les articles homonymes, voir Colon.
David Colon, né le 7 avril 1973 à Grenoble, est un historien, professeur agrégé et écrivain français.

## Biographie

### Jeunesse et études
David Colon poursuit ses études secondaires au lycée Stendhal. Après une hypokhâgne au lycée Champollion, il est admis à l'Institut d'études politiques de Paris. Il obtient son diplôme en 1995, puis un diplôme d'études approfondies au sein de la même école en 1996. En 1999, il est reçu à l'agrégation d'histoire. Il entame une thèse (inachevée) sur les mouvements étudiants catholiques.

### Parcours professionnel
David Colon est nommé en 2003 professeur agrégé (PRAG) d'histoire à l'Institut d'études politiques de Paris. Il anime depuis 2005 la classe préparatoire aux concours de l'agrégation d'histoire et de géographie de l'établissement. Depuis 2004, il est également chercheur au Centre d'histoire de Sciences Po.
En 2013, il candidate à la succession de Richard Descoings pour diriger Sciences Po,.

## Recherche
Ses thèmes d'études sont la propagande, la persuasion, la communication, les relations publiques, la publicité et le numérique. Il est considéré comme un spécialiste de la propagande, de la manipulation de masse et de la communication politique en temps de guerre (guerre de l'information).

## Distinctions
Il a reçu le prix Jacques-Ellul (2020), le prix Akropolis (2019) et, en 2024, pour son livre La Guerre de l'information, le prix de la Revue des Deux Mondes, un prix littéraire de la Plume et l'Épée et le prix Corbay décerné par l'Académie des sciences morales et politiques.

## Publications notables
- La Guerre de l'information : les États à la conquête de nos cerveaux, Tallandier, 2023, 480 p. (ISBN 979-1021055872)[4],[12]
- Rupert Murdoch : l’empereur des médias qui manipule le monde, Tallandier, 2022, 304 p. (ISBN 979-1021052246)[13]
- Les Maîtres de la manipulation : un siècle de persuasion de masse, Tallandier, 2021, 352 p. (ISBN 979-1021046313)[14]
- Propagande : la manipulation de masse dans le monde contemporain, Tallandier, 2019, 431 p. (ISBN 978-2410015782)